# ۴ تیر
۴ تیر نود و هفتمین روز سال در گاه‌شماری خورشیدی است. به پایان سال ۲۶۸ روز (۲۶۹ روز در سال کبیسه) باقی‌است.

## رویدادها
- ۱۲۰۳ - زمین‌لرزه ۱۲۰۳ شیراز
- ۱۲۹۸ - حدود دو سال پس از پیروزی انقلاب اکتبر، دولت شوروی (با تسلیم یادداشتی به دولت ایران) اصول سیاست خود در قبال ایران را تشریح کرد، لغو امتیازات، کاپیتولاسیون، بخشیدن بدهی ایران، تحویل راه‌ها و خطوط آهن و بنادر از موارد مهم آن بود که دو سال بعد در قرارداد ۱۹۲۱ قید شد
- ۱۳۱۲ - عبدالحسین تیمورتاش (معززالملک) به جرم اخذ نه هزار لیره و دویست هزار ریال رشوه، به ۵ سال زندان و بازگرداندن رشوه به خزانهٔ دولتی محکوم شد.
- ۱۳۲۵ - برگزاری نخستین کنگره نویسندگان ایران با شرکت ادیبان و محققان بزرگی چون ملک الشعرای بهار، علی‌اکبر دهخدا، بدیع الزمان فروزانفر
- ۱۳۴۶ - دستگیری تعدادی از علما به دست مأموران ساواک در پی کشف ۵۰ هزار نسخه تکثیر شده از نامهٔ سرگشادهٔ روح‌الله خمینی به هویدا (نخست‌وزیر وقت)
- ۱۳۵۳ - کشف منبع عظیمی از گاز در کنگان بوشهر
- ۱۳۵۷ - قهرمانی آرژانتین در جام جهانی ۱۹۷۸
- ۱۳۶۴ - عملیات قدس ۲
- ۱۳۶۷ - حملهٔ ارتش بعثی عراق به جزایر مجنون و نواحی شمالی کوشک و طلائیه و اشغال این مناطق پس از بمباران وسیع شیمیایی
- ۱۳۷۷ - رقابت ۴ تیر ۱۳۷۷ تیم ملی فوتبال ایران با تیم ملی فوتبال آلمان در جام جهانی فوتبال ۱۹۹۸
- ۱۳۹۳ - رقابت ۴ تیر ۱۳۹۳ تیم ملی فوتبال ایران با تیم ملی فوتبال بوسنی و  هرزگوین در جام جهانی فوتبال ۲۰۱۴
- ۱۳۹۷ - رقابت ۴ تیر ۱۳۹۷ تیم ملی فوتبال ایران با تیم ملی فوتبال پرتغال در جام جهانی فوتبال ۲۰۱۸
- ۱۳۹۹ - حکم قطع چهار انگشت دست راست سه زندانی به نام‌های هادی رستمی، مهدی شاهیوند، و مهدی شرفیان هفت‌چشمه به اتهام چهار فقره سرقت حدی توسط دیوان عالی کشور تأیید شد

## زادروزها
- ۱۲۹۳ - شاپور بختیار، چهلمین نخست وزیر ایران (درگذشته ۱۳۷۰)
- ۱۳۰۲ - جمشید آموزگار، مهندس، اقتصاددان و دولتمرد ایرانی (درگذشته ۱۳۹۵)
- ۱۳۱۸ - محمد پورستار، بازیگر
- ۱۳۱۹ - منوچهر والی زاده، دوبلور، بازیگر
- ۱۳۲۴ - علی‌اکبر ولایتی، سیاست‌مدار ایرانی و مشاور امور بین‌الملل رهبر جمهوری اسلامی ایران
- ۱۳۲۶ - محمد عبادی، صداپیشه
- ۱۳۲۹ - هادی غفاری، یکی از اعضای شورای مرکزی مجمع نیروهای خط امام و مشکوک به اینکه قاتل امیرعباس هویدا است
- ۱۳۳۰ - رضا فیض نوروزی، بازیگر
- ۱۳۳۲ - عبدالمحمد نظام الاسلامی، نماینده مردم بروجرد و اشترینان در مجلس ششم شورای اسلامی (درگذشته ۱۳۸۷)
- ۱۳۳۵ - قدرت‌الله ایزدی، بازیگر
- ۱۳۴۹ - الهام صفوی زاده، مجری تلویزیون
- ۱۳۵۰ - آرش میراحمدی، بازیگر (درگذشته ۱۴۰۲)
- ۱۳۵۱ - هدیه تهرانی، بازیگر
- ۱۳۵۶ - پوریا پورسرخ، بازیگر
- ۱۳۶۷ - امیر شرفی، بازیکن فوتبال
- ۱۳۷۲ - شایان مصلح، بازیکن فوتبال

## درگذشتگان
- ۱۳۶۷ - علی هاشمی (پاسدار)، نظامی
- ۱۳۸۶ - مهستی، خواننده موسیقی پاپ
- ۱۳۹۸ - علینقی عالیخانی، وزیر، اقتصاددان و مشاور اقتصادی ایرانی
- ۱۴۰۴ - علی شادمانی، فرمانده قرارگاه مرکزی خاتم‌الانبیا
- ۱۴۰۴ - مهشید مشیری، فرهنگ‌نویس و مترجم